# جين جيتز
جين جيتز (بالإنجليزية: Jane Getz)‏ هي عازفة بيانو أمريكية، ولدت في 1948.

## وصلات خارجية
- جين جيتز على موقع ميوزك برينز (الإنجليزية)
- جين جيتز على موقع أول ميوزيك (الإنجليزية)
- جين جيتز على موقع ديسكوغز (الإنجليزية)